# در صندلی داغ
«در صندلی داغ» (به انگلیسی: In the Hot Seat) آلبومی از امرسون، لیک اند پالمر است که در سال ۱۹۹۴ میلادی منتشر شد.